# Litera (vehículo)

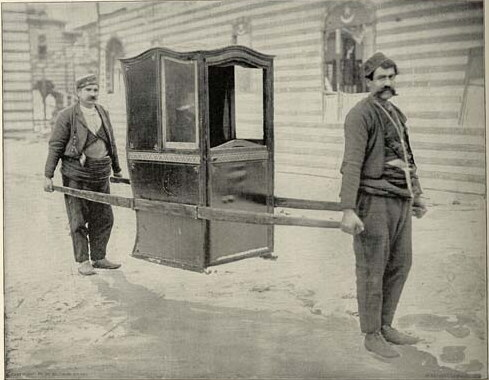
Porteadores con litera.

Litera es una especie de silla de manos prolongada y cerrada con ventanas y portezuela ("a manera de caja de coche", según el DRAE) en que se transportaba a una o dos personas. Constaba de dos varas que se colocaban sobre dos caballerías situadas una delante y otra detrás o bien eran agarradas por porteadores que la sostenían a pulso. La litera se utilizaba para el transporte de personas por vías y caminos, en especial, los montañosos.
También se denominaba así el transporte de forma alargada en el que se podía ir tendido.
Otra denominación es la de "palanquín", que el DRAE define, además de como "ganapán o mozo de cordel que lleva cargas de una parte a otra", como "especie de andas usadas en Oriente para llevar en ellas a las personas importantes" (no deben confundirse ninguna de estas dos acepciones con el concepto náutico de palanquín).

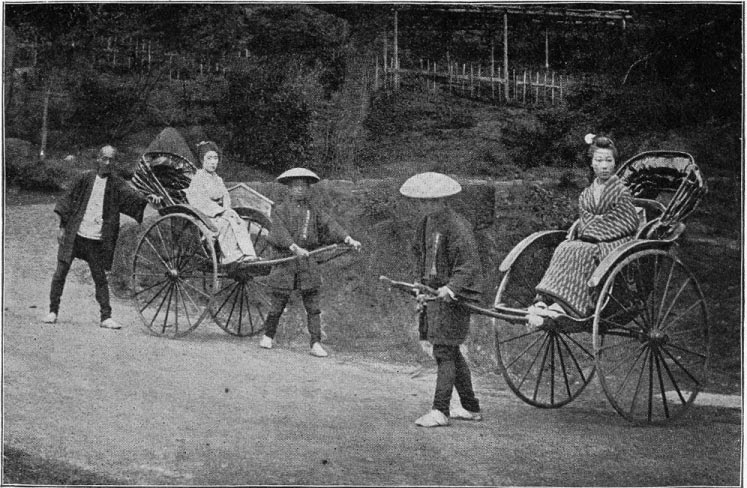
Rickshaw japonés a finales del.

Medios de transporte similares se denominan kiệu [轎] en Vietnam, jiao en China wo (วอ) o kiao (เกี้ยว) en Tailandia, gama en Corea, koshi, ren o kago [駕籠] en Japón, tahtırevan en Turquía o sedan chair en Gran Bretaña.
La adición de ruedas a este medio de transporte permite que un solo porteador lo impulse, lo que generó el rickshaw, al que posteriormente se añadieron los mecanismos de la bicicleta (bicirickshaw) y de la motocicleta (autorickshaw). En la actualidad se utilizan principalmente en países del sureste asiático.
Con el nombre de howdah se conoce la litera adosada al lomo de un elefante o camello.

## Lecticao litera en la Antigua Roma

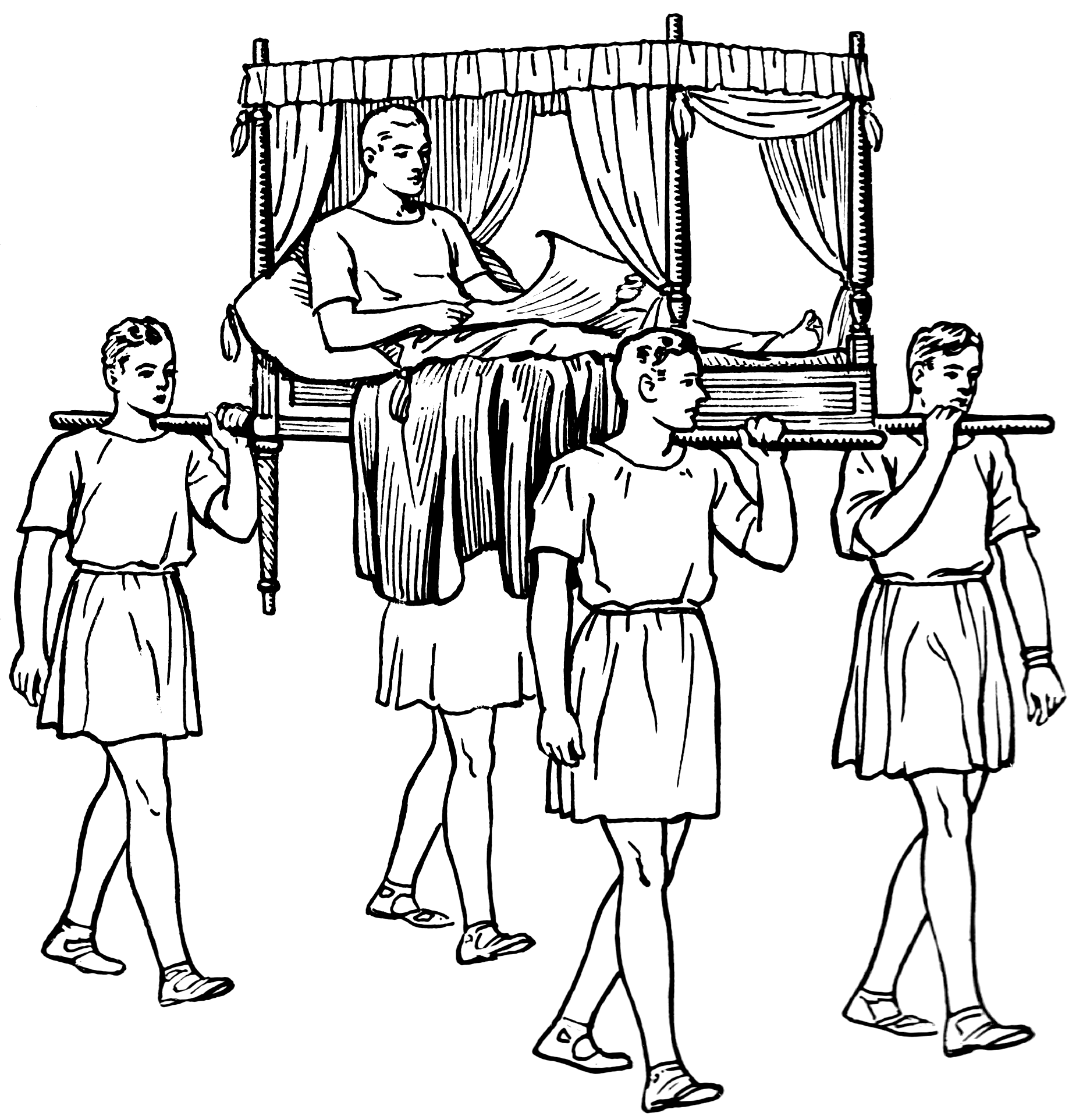
Lectica romana.

En la Antigua Roma, la lectica o litera eran un medio de transporte habitual, tanto urbano como interurbano, para aquellas personas que se lo podían permitir.
Para el transporte urbano se usaban normalmente literas con ocho porteadores, en las que la persona o personas (normalmente hasta dos) que eran transportadas yacían sobre un colchón duro y disponían de unas almohadas. Existía también un servicio público de literas que contaba incluso con lugares para tomarlas, paradas (castra lecticariorum). Las personas menos pudientes se hacían transportar en silla de manos (sella) portada por dos personas.
Para el transporte interurbano se usaban literas de viaje (basterna), portadas por dos mulos.
El uso de estos vehículos en la ciudad de Roma llegó a ser un problema en numerosas ocasiones, lo que hizo que fuera regulado. Julio César limitó su uso, aunque la normativa no logró imponerse. Siglos después, Domiciano prohibió su uso a las prostitutas, si bien tampoco se logró que la norma se cumpliera.